# Christoph Oeding
Christoph Oeding (* 24. Dezember 1958 in Flensburg; † 30. September 2019 in Lübeck) war ein deutscher Jazzmusiker (Gitarre).

## Wirken
Christoph Oeding galt als Gitarren-Lyriker und widmete sich häufig folkloristischen Themen, interpretiert auf Jazz-, Konzert- oder Westerngitarre. Sein Spiel war stark durch die Melodik und die offenen Stimmungen des skandinavischen Jazz beeinflusst. Auf seiner Suche nach starken Songs, guten Melodien und interessanter Harmonik wurde er in der zeitgemäßen Popularmusik, etwa aus Südafrika, ebenso wie in der Volksmusik der Provence und im italienischen Frühbarock fündig. Auftritte hatte er u. a. auf dem renommierten Festival Jazz Baltica. Aufnahmen als Leader veröffentlichte er insbesondere im Trio mit Jimmi Roger Pedersen (b) und John Marshall (dr) und mit seinem langjährigen Duo-Partner Ulf Meyer.

## Diskographische Hinweise
- Taking a Chance	(Mons 1997, MR 874 784)
- Christoph Oeding Trio – Pictures & Tales (Mons 1998, MR 874 829)
- Christoph Oeding Trio – Never to Soon (Mons 2000, MR 874 325)[2]
- Christoph Oeding Trio – Northwest (Mons 2002, MR 874 358)
- Ulf Meyer & Christoph Oeding – Early (Jam Tonic Records 2006, 170806)
- Kathrin Carbow & Christoph Oeding, Harvest Moon, ohne Labelangaben